# ناحية العريقة
ناحية العريقة إحدى نواحي سوريا تتبع إداريّاً لمحافظة السويداء منطقة شهبا ومركزها بلدة العريقة، بلغ تعداد سكان الناحية 11,723 نسمة حسب التعداد السكاني لعام 2004.

## بلدات وقرى ناحية العريقة
العريقة، داما، دير داما، حران، جرين، الخرسا، لبين، صميد، وقم.